# Wyższa liga białoruska w hokeju na lodzie mężczyzn
Ekstraliga białoruska w hokeju na lodzie (błr. Вышэйшая ліга – Wyszejszaja liha; ros. Высшая лига - Wysszaja liga) – trzecia klasa rozgrywkowa w hokeju na lodzie na Białorusi.

## Historia
Do 2006 rozgrywki funkcjonowały pod nazwą Pierwaja liga (błr. Першая ліга, ros. Первая лига). Do sezonu 2017/2018 wyższa liga była drugą klasą rozgrywkową po ekstralidze. Z uwagi na reformę rozgrywek od sezonu 2018/2019, tj. podział ekstraligi na grupy A i B, będące zarazem pierwszą i drugą klasę rozgrywkową na Białorusi, wyższa liga stała się trzecim poziomem rozgrywkowym.
W wyższej lidze uczestniczą drużyny będące zespołami farmerskimi klubów ekstraligowych (w praktyce są to ekipy rezerwowe bądź juniorskie).
W sezonie 2018/2019 w lidze grało 12 zespołów, a do edycji 2019/2020 przyjęto 13. Do sezonu 2020/2021 przystąpiło 14 drużyn po przyjęciu klubu Sobol z Berezy.

## Edycje
| Rok  | I miejsce               | II miejsce            | III miejsce           |
| ---- | ----------------------- | --------------------- | --------------------- |
| 2003 | HK Homel 2              | Kieramin 2 Mińsk      | Nioman 2 Grodno       |
| 2004 | HK Homel 2              | Nioman 2 Grodno       | Chimwołokno Mohylew   |
| 2005 | Chimwołokno Mohylew     | Nioman 2 Grodno       | HK Homel 2            |
| 2006 | HK Homel 2              | Junior Mińsk          | Dynama 2 Mińsk        |
| 2007 | HK Homel 2              | Dynama Mińsk 2        | Junior Mińsk          |
| 2008 | Junior Mińsk            | HK Homel 2            | Kieramin 2 Mińsk      |
| 2009 | Kieramin 2 Mińsk        | Nioman 2 Grodno       | Junior Mińsk          |
| 2010 | Junior Mińsk            | HK Homel 2            | Nioman 2 Grodno       |
| 2011 | Dynama-Szynnik Bobrujsk | Junior Mińsk          | Mietałłurg 2 Żłobin   |
| 2012 | Junior Mińsk            | HK Mohylew            | HK Homel 2            |
| 2013 | Mietałłurg 2 Żłobin     | Szachcior 2 Soligorsk | HK Mohylew            |
| 2014 | Junior Mińsk            | HK Homel 2            | Szachcior 2 Soligorsk |
| 2015 | Junost'-MHL Mińsk       | Mietałłurg 2 Żłobin   | Nioman 2 Grodno       |
| 2016 | Szachcior 2 Soligorsk   | Dynama-Raubiczy       | HK Homel 2            |
| 2017 | Junior Mińsk            | Szachcior 2 Soligorsk | HK Homel 2            |
| 2018 | HK Homel 2              | Junior Mińsk          | Szachcior 2 Soligorsk |
| 2019 | Nioman 2 Grodno         | Junior Mińsk          | Białoruś U17          |
| 2020 | Białoruś U17            | Minskija Zubry        | Junior Mińsk          |
| 2021 | Minskija Zubry          | Junior Mińsk          | Szachcior 2 Soligorsk |
| 2022 | Minskija Zubry          | Białoruś U18          | Junior Mińsk          |